# Cypress Hill III: Temples of Boom
Cypress Hill III: Temples of Boom é o terceiro álbum do grupo de rap Cypress Hill, lançado em 1995. Foi certificado como disco de platina pela RIAA com mais de 1.5 milhão de cópias vendias.

## Informação do álbum
Com este álbum a banda começou a produzir um som mais tranquilo, sedado e devagar. O clima sombrio deste álbum reflete os conflitos dentro da banda na época, quando o membro Sen Dog saiu do grupo para se dedicar a outros projetos.
Os membros do Wu-Tang Clan RZA e U-God fazem aparições em "Killa Hill Niggas". A faixa "No Rest for the Wicked" começou uma rixa entre a banda e Ice Cube, quem eles acusaram de roubar seu material.
Durante os shows do turnê "Temples Of Boom", o grupo tomava tempo entre as canções para falar sobre isto e mandar a multidão xingar Ice Cube.

## Faixas
| N.º | Título                                        | Duração |  |
| 1.  | "Spark Another Owl"                           | 3:40    |  |
| 2.  | "Throw Your Set in the Air"                   | 4:08    |  |
| 3.  | "Stoned Raiders"                              | 2:54    |  |
| 4.  | "Illusions"                                   | 4:28    |  |
| 5.  | "Killa Hill Niggas" (featuring RZA and U-God) | 4:03    |  |
| 6.  | "Boom Biddy Bye Bye"                          | 4:04    |  |
| 7.  | "No Rest for the Wicked"                      | 5:01    |  |
| 8.  | "Make a Move"                                 | 4:33    |  |
| 9.  | "Killafornia"                                 | 2:56    |  |
| 10. | "Funk Freakers"                               | 3:16    |  |
| 11. | "Locotes"                                     | 3:39    |  |
| 12. | "Red Light Visions"                           | 1:46    |  |
| 13. | "Strictly Hip Hop"                            | 4:33    |  |
| 14. | "Let It Rain"                                 | 3:45    |  |
| 15. | "Everybody Must Get Stoned"                   | 3:05    |  |

## Samples
| - "Spark Another Owl" - "Get Out of My Life, Woman" by The New Apocalypse - "The Beautiful and Omniprescent Love" by Azar Lawrence - "Killafornia" - "Pacified" by Rita Jean Bodine - "Illusions" - "Las Vegas Tango" by Gary Burton - "9MM Goes Bang" by Boogie Down Productions - "Killa Hill Niggas" - "90% of Me Is You" by Gwen McCrae - "Make A Move" - "Money Move" by Barrington Levy - "Ezekiel 25:17" by Samuel L. Jackson | - "Strictly Hip Hop" - "Repent Walpurgis" by Procol Harum - "Stoned Raiders" - "Hydra" by Grover Washington Jr. - "Everybody Must Get Stoned" - "Rainy Day Women #12 & 35" by Bob Dylan - "Stoned Is The Way of the Walk" by Cypress Hill - "Throw Your Set In The Air" - "Sorcerer of Isis" by Power of Zeus - "Life Could" by Rotary Connection - "Boom Biddy Bye Bye" - "Get Out of My Life, Woman" by Iron Butterfly - "Just Rhymin' With Biz" by Big Daddy Kane |

## Paradas
Álbum - Billboard (América do Norte)
| Ano  | Parada                 | Posição |
| ---- | ---------------------- | ------- |
| 1995 | The Billboard 200      | 3       |
| 1995 | Top R&B/Hip-Hop Albums | 3       |